# Северно-Коспашское сельское поселение
Северно-Коспашское се́льское поселе́ние — бывшее муниципальное образование в Кизеловском муниципальном районе Пермского края Российской Федерации.
Административный центр — посёлок Северный-Коспашский.

## История
Статус и границы сельского поселения установлены Законом Пермской области от 27 декабря 2004 года № 1981-433 «Об утверждении границ и о наделении статусом муниципальных образований административной территории города Кизела Пермской области»
Упразднено в 2018 году вместе с другими поселениями муниципального района путём их объединения в Кизеловский городской округ.

## Население
| 2005  | 2010  | 2012  | 2013  | 2014  | 2015  | 2016  |
| ----- | ----- | ----- | ----- | ----- | ----- | ----- |
| 2200  | ↘1400 | ↘1388 | ↘1361 | ↘1333 | ↘1312 | ↘1280 |
| 2017  | 2018  |       |       |       |       |       |
| ↘1278 | ↘1231 |       |       |       |       |       |

## Населённые пункты
В состав сельского поселения входили два населённых пункта:
| № | Населённый пункт    | Тип населённого пункта | Население |
| - | ------------------- | ---------------------- | --------- |
| 1 | Большая Ослянка     | посёлок                | 0         |
| 2 | Северный-Коспашский | посёлок                | ↘1400     |